# 高田短期大学
高田短期大学（たかだたんきだいがく、英語: Takada Junior College）は、三重県津市一身田豊野195に本部を置く日本の私立大学。1714年創立、1966年大学設置。大学の略称は高短（たかたん）。

## 概観

### 大学全体
- 三重県津市に所在する日本の私立短期大学で、設置主体は学校法人高田学苑[1]。
- 1714年開学の真宗高田派本山専修寺末寺僧侶の研修道場が起源となっており、その伝統を継承して浄土真宗の教えに基づいた教育が行われている。1966年に短期大学として開学し、かつては女子短期大学だったが、1997年あたりから男子も入学できるようになっている。元々は、保育系の単科短大だったが、学科増設により2学科、2006年度より3学科となるも2013年度より再編により2学科に短縮され、現在に至る。

### 教育および研究
- 高田短期大学には、まず当初から設置されている保育科すなわち現在の子ども学科がある。ほか、キャリア育成学科では、高田本山関係の老人福祉施設での実習や企業でのインターンシップ・医療事務講座・オーストラリアでの英語研修がある。

### 学風および特色
- 高田短期大学は仏教系の短大である関係上、｢宗祖降誕会｣や｢報恩講｣・｢追弔会｣など宗教的行事が実施されているところに特色がある。

## 沿革
- 1714年
  - 源流となる真宗高田派本山専修寺末寺僧侶の研修道場が創設される。
- 1951年
  - 3月2日 学校法人が成立する[2]。
- 1966年
  - 1月25日 左記を以て文部省[注 2]より短期大学の設置が認可される[3]。
  - 4月1日 高田短期大学が以下の学科体制にて開学[4]。
    - 保育科 入学定員50名[注 3]

  - 5月1日 学生数[6]/定員
    - 保育科 63[注釈 1]/50
- 1976年
  - 4月1日 保育科の入学定員を50→100に増員[注 4]。
  - 5月1日 学生数[10]/定員
    - 保育科 247[注釈 1]/150
- 1984年
  - 4月1日 以下の学科を増設する[注 5]。
    - 教養科 入学定員80名[注 6]

  - 5月1日 学生数[14]/定員
    - 保育科 251[注釈 1]/200
    - 教養科 ？[注釈 2]/80
- 1985年
  - 5月1日 学生数[15]/定員
    - 保育科 203[注釈 1]/200
    - 教養科 ？[注釈 2]/160
- 1986年
  - 5月1日 学生数[16]/定員
    - 保育科 210[注釈 1]/200
    - 教養科 282[注釈 1]/160
- 1987年
  - 5月1日 学生数[17]/定員
    - 保育科 260[注釈 1]/200
    - 教養科 268[注釈 1]/160
- 1989年
  - 4月1日 教養科の入学定員を80→100に増員[注 7]
  - 5月1日 学生数[21]/定員
    - 保育科 237[注釈 1]/200
    - 教養科 239[注釈 1]/180
- 1991年
  - 4月1日 教養科の入学定員を100→150に増員[注 8]。
  - 5月1日 学生数[26]/定員
    - 保育科 220[注釈 1]/200
    - 教養科 286[注釈 1]/250
- 1992年
  - 5月1日 学生数[注 9]/定員
    - 保育科 205[注釈 1]/200
    - 教養科 328[注釈 1]/300
- 1993年
  - 4月1日 学科名を以下の通りに変更する[29]。
    - 保育科→幼児教育学科
    - 教養科→教養学科

  - 5月1日 学生数[30]/定員
    - 幼児教育学科 121[注釈 1]/100
      - 保育科 101[注釈 1]/100

    - 教養学科 181[注釈 1]/150
      - 教養科 167[注釈 1]/150
- 1997年
  - 4月1日 実質上の共学となる。
  - 5月1日 学生数[31]/定員
    - 幼児教育学科 252[注 10]/200
    - 教養学科 274[注 11]/300
- 1999年
  - 5月1日 学生数[32]/定員
    - 幼児教育学科 265[注 12]/200
    - 教養学科 246[注 13]/300
- 2000年
  - 4月1日 教養学科の入学定員を150→120に減員[33]。
- 2001年
  - 4月1日 この年度の入学生より教養学科をオフィス情報学科に改組する[注 14]。
- 2006年
  - 4月1日 以下の学科を増設する[36]。
    - 人間介護福祉学科 入学定員40名

  - 同 幼児教育学科を子ども学科に改称し、入学定員を100→150に増員[注 15]。
- 2011年
  - 4月1日 オフィス情報学科をオフィス人材育成学科に名称を変更する[37]。
- 2013年
  - 4月1日 以下の学科については、この年度で学生募集を最終とする[注 16]。
    - 人間介護福祉学科
- 2013年
  - 4月1日 オフィス人材育成学科に人間介護福祉学科を統合かつ再編し、以下の学科に改組される。
    - キャリア育成学科[注 17]

## 基礎データ

### 所在地
- 三重県津市一身田豊野195

### 交通アクセス
- JR紀勢本線一身田駅より徒歩で15分の場所にある。
- 最寄りのバス停留所は｢高田高校前｣であるが、同バス停留所から徒歩で10分程度の距離がある。ちなみに、同バス停へは近鉄名古屋線及びJR紀勢本線津駅東口より三重交通バス｢椋本｣・｢豊里ネオポリス｣・｢高田高校前｣行で利用できる。

### 象徴
- 右記資料も参照のこと[注 18]。

## 教育および研究

### 組織

#### 学科
- 子ども学科 入学定員150名[1]
- キャリア育成学科[注 19]入学定員100名[1]

##### 過去にあった学科
- 人間介護福祉学科 入学定員40名[注 20]

##### 取得資格について
資格
- 保育士：子ども学科。大半の学生が取得している
- 介護福祉士：キャリア育成学科介護福祉コース[注 21]。

教職課程
- 幼稚園教諭二種免許状：子ども学科

#### 附属機関
- 育児文化研究センター
- 仏教文化研究センター
- 仏教教育センター

#### 研究
- 『高田短期大学紀要』[44]
- 『高田短期大学育児文化研究』[45]
- 『高田短期大学介護・福祉研究』[46]

## 学生生活

### 部活動・クラブ活動・サークル活動
- 高田短期大学におけるクラブ活動のひとつに｢爽乱部｣（そうらんぶ）と称したユニークなクラブがある。名称通り、ソーラン節のクラブである。

### 学園祭
- 高田短期大学の学園祭は「高短祭」と呼ばれ毎年、概ね10月に行われる。

## 施設
- 図書館
- 体育館

### 学生食堂
- 学内にあり。

## 対外関係
- 2016年3月に「高等教育コンソーシアムみえ」を締結。
- 2004年度より、地域の人々に対する保育セミナーを毎年実施している。

### 系列校
- 高田中学校・高等学校

## 卒業後の進路について

### 編入学・進学実績
子ども学科三重大学・岐阜女子大学・奈良佐保短期大学、名古屋女子大学・椙山女学園大学などがある。
教養学科&オフィス情報学科三重大学・愛知大学・愛知学院大学・愛知文教大学・中部大学・豊橋創造大学・名古屋産業大学・名古屋商科大学・鈴鹿国際大学・四日市大学・大阪経済法科大学などがある。
人間介護福祉学科鈴鹿国際大学・中部大学・同朋大学などがある。